# Temple (corrida)

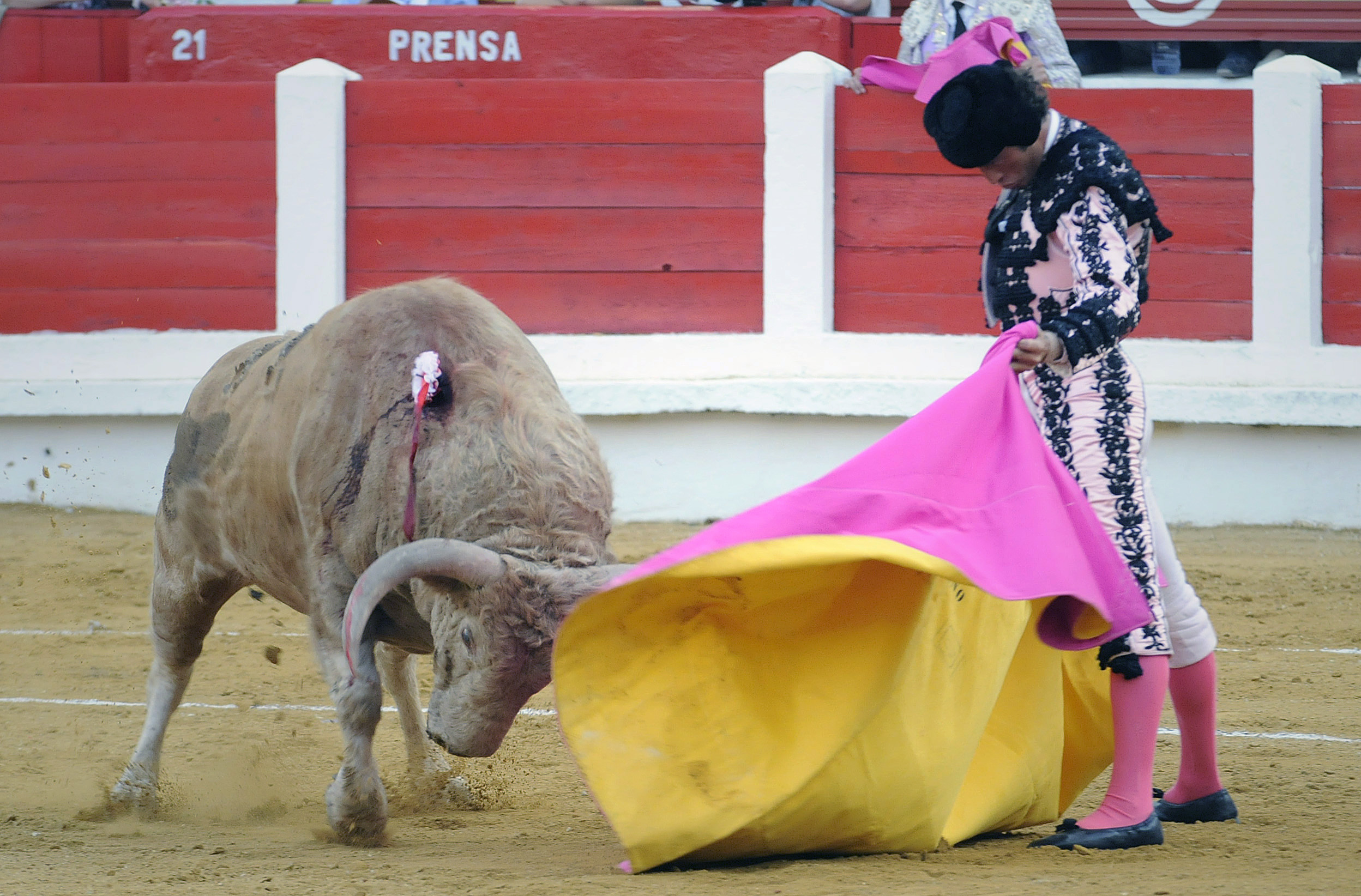
Finito de Córdoba véronique templée

Dans le monde de la tauromachie, temple (de templar : calmer, modérer) désigne pour le matador l'action de synchroniser les mouvements de muleta ou de cape avec le rythme du taureau. Le mot est traduit de plusieurs manières selon les glossaires : équivalent musical du verbe accorder (on « temple » une guitare), tempérer, adoucir.  

## Historique

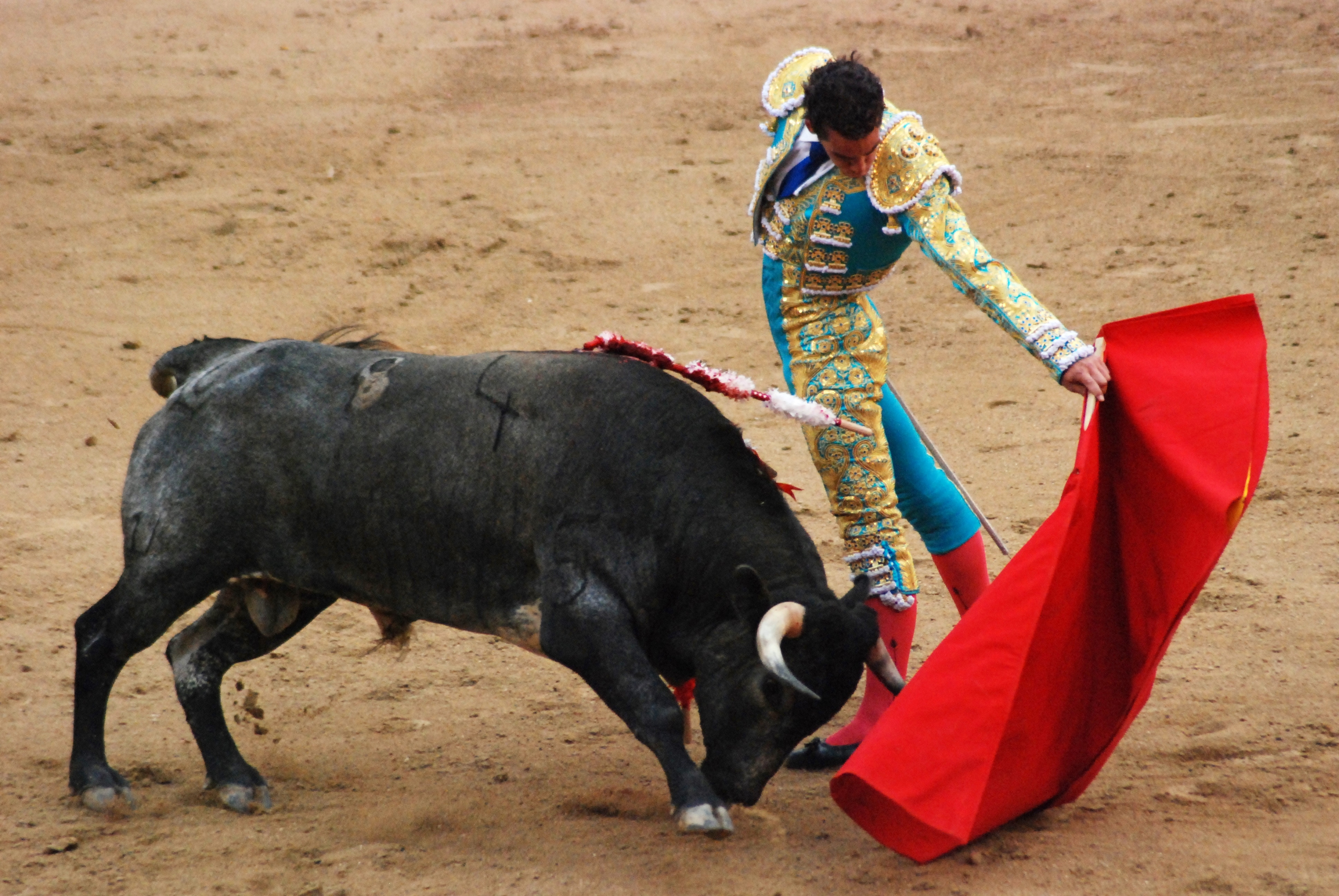
Finito de Córdoba naturelle templée

Manzanares (José María Dolls Abellán) naturelle templée

Ce toreo a fait objet d'une controverse entre aficionados toristas et aficionados toreristas dès l'époque où « Manolete » a repris en le perfectionnant le toreo de Juan Belmonte et de « El Gallo ». À l'origine, le temple  est une invention de Juan Belmonte « qui le considérait comme l'expression la plus haute dans la maîtrise consommée de la technique et confessait avoir pleuré devant la beauté de certaines passes de El Gallo ». Réalisé avec grâce, le temple est le sommet émotionnel du travail des « toreros artistes » dont les toreristas admirent l'intensité esthétique, mais auxquels les toristas reprochent leur irrégularité. C'est le cas notamment de « Manzanares » que Jacque Durand a surnommé le « torero de soie ».Les deux camps se sont mis d'accord sur l'importance du temple lorsque des toreros puissants comme César Rincón « Joselito » ou « El Juli » se sont montrés capables d'affronter des taureaux durs avec grâce.

## Description

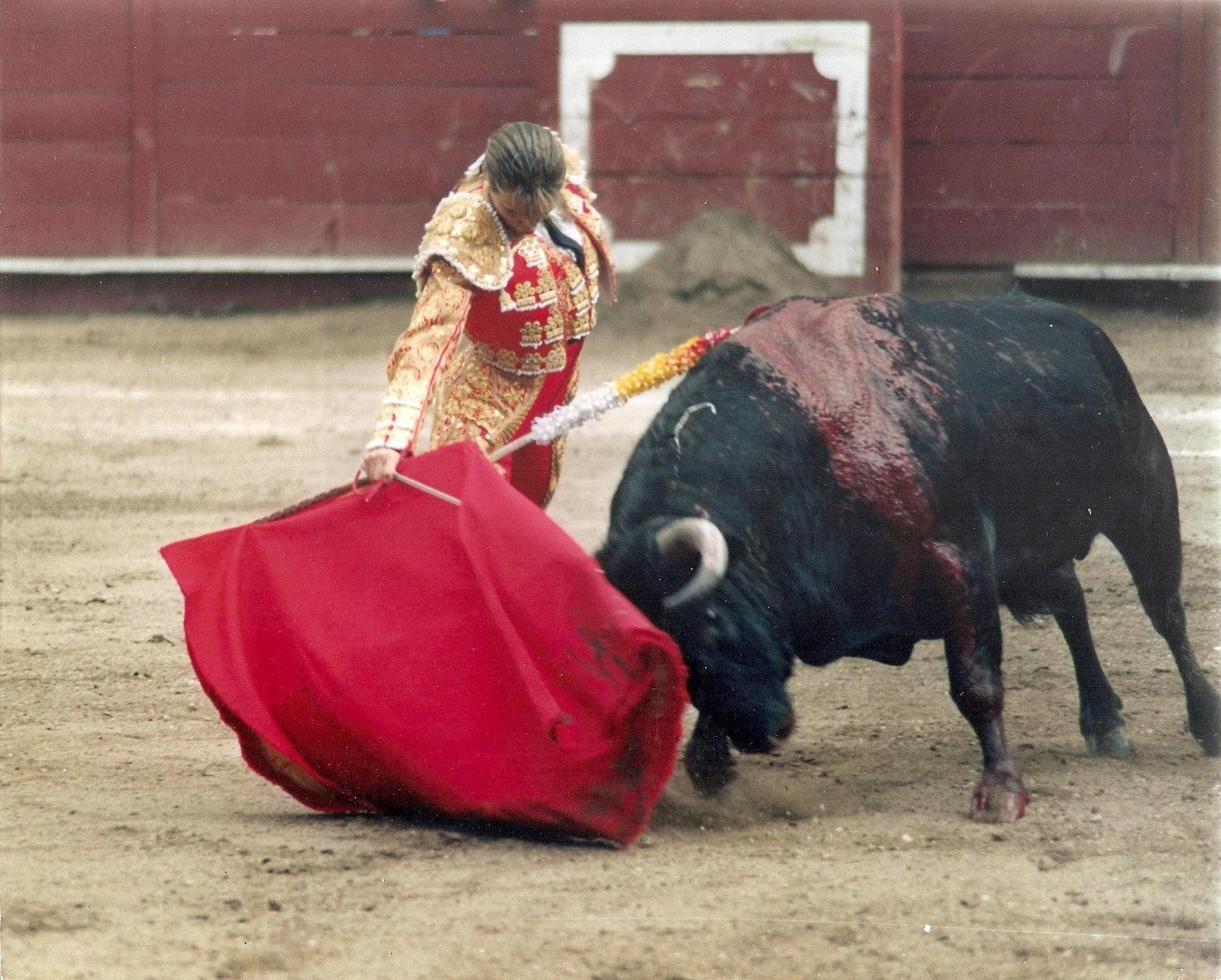
Cristina Sánchez Derechazo templée

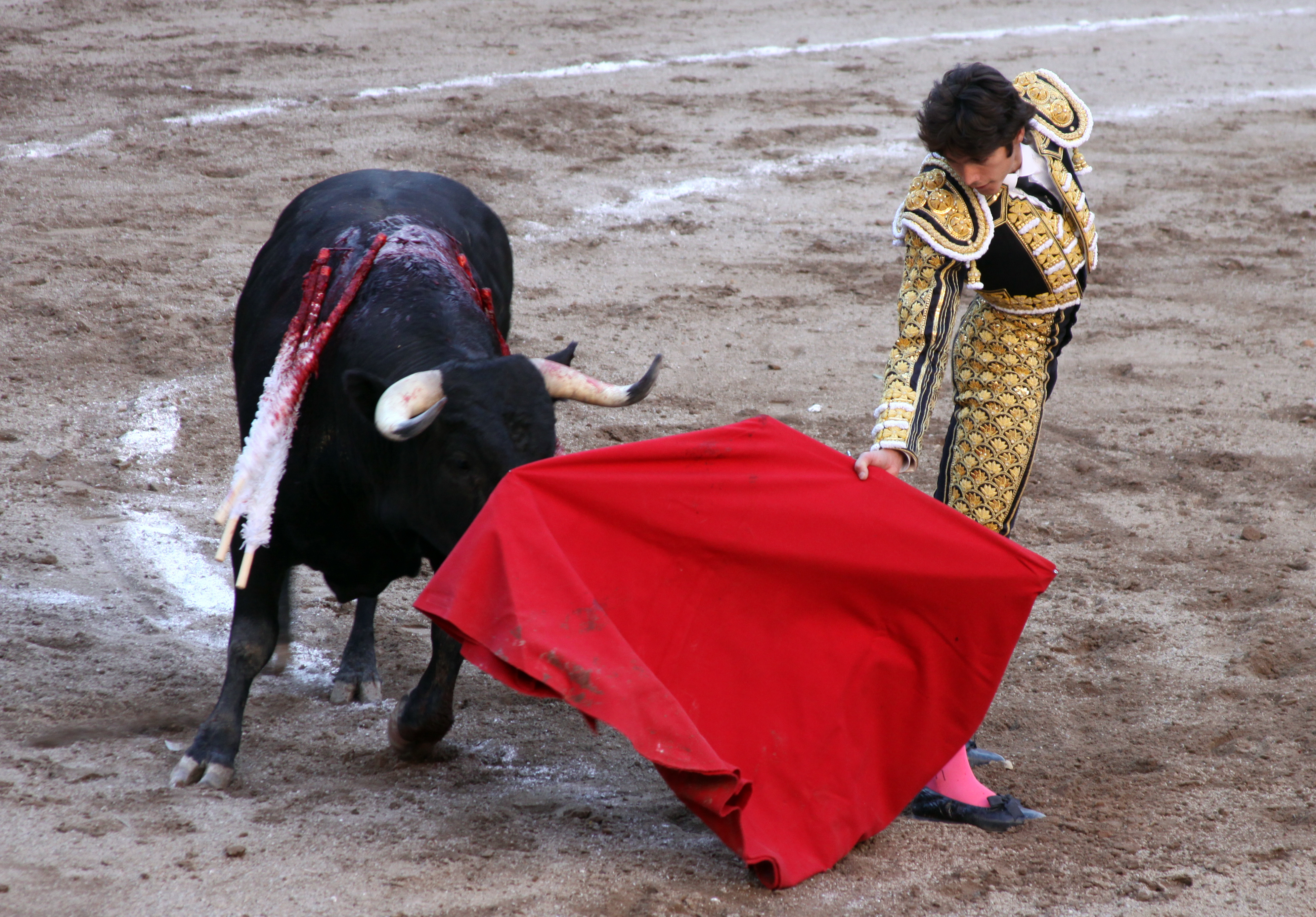
Sébastien Castella Derechazo templée

Par le temple, avec des gestes d'une certaine lenteur, le matador est capable d'imposer au taureau un rythme régulier, en le laissant respirer de manière à le fatiguer le moins possible. Les passes bien templées évitent que les cornes de l'animal ne touchent l'étoffe, elles ralentissent le déplacement horizontal de l'animal. Le temple est la faculté d'estimer la vitesse de la charge, d'enregistrer son temps, d'exécuter la parade en accord avec l'animal et de dessiner des passes. Templar est le second temps de la réalisation d'une passe de la lidia, il correspond au mandar (envoyer) des trois temps : citar (en français : « citer »), manière dont le torero déclenche la charge du taureau le taureau ; mandar (« envoyer »), exécution de la passe elle-même ; rematar (« achever »), mouvement, coup de poignet de la muleta qui replace le taureau pour la passe suivante.